# Давлетгареев, Ринат Шарафутдинович
Ринат Шарафутдинович (Шабипович) Давлетгареев (6 марта 1956 — 16 ноября 2016 или 2018) — советский хоккеист, защитник.

## Биография
Воспитанник уфимского СК имени Салавата Юлаева. Выступал за СК им. Салавата Юлаева (1975/76, 1978/79 — 1981/82, 1982/83), СКА Куйбышев (1976/77 — 1977/78), «Авангард» Уфа (1978/79, 1982/83 — 1985/86).
В высшей лиге провёл три сезона за СК имени Салавата Юлаева (1978/79, 1980/81, 1982/83), сыграл 46 матчей.